# Ser Lock
Ser Lock (nomi originali The Sleuth o Sir Lock, Hulme nelle prime versioni italiane) è un personaggio immaginario dei fumetti della Disney, ideato da Carson Van Osten e sviluppata da Carl Fallberg e dal disegnatore Al Hubbard e parodia di Sherlock Holmes.

## Caratterizzazione del personaggio
Il personaggio è un cane antropomorfo, abbigliato come la versione originale letteraria. Vive in un lussuoso appartamento insieme al suo collaboratore, un personaggio del tutto simile a Topolino, a volte chiamato "Watson", altre semplicemente Topolino, vestito anche lui con gli abiti tipici del periodo, la Londra del XIX secolo. Si reputa un grande violinista, nonostante sia un mediocre esecutore. I suoi avversari ricorrenti sono il Professor Nefarius (nelle prime storie chiamato Dr. Kriminowsky), docente e rettore dell'"Università del Crimine", aiutato dai suoi allievi Sidney (Pertica), Armadillo (Rufus), Flip (Fliplip) che è anche cognato del professore. Alcune delle prime storie pubblicate in Italia su Topolino sono state successivamente ristampate, riadattando nei dialoghi i nomi dei personaggi.
Nonostante l'alta considerazione che ha di sé stesso, convintissimo di essere "il più grande detective d'Inghilterra", è in realtà un inetto, incapace di comprendere anche situazioni del tutto ovvie; se alla fine delle storie riesce comunque a sconfiggere Nefarius, lo deve sempre all'intervento di Topolino, a colpi di fortuna o all'incapacità dei criminali. La sua caratteristica principale è quella di contestare a spada tratta le ipotesi e le conclusioni della spalla, salvo poi seguirle pedissequamente, perdipiù attribuendosene i meriti. Altro motivo che contribuisce a creare il clima di comicità demenziale delle storie è che nessuno, a parte forse il suo assistente (che a volte lo sopporta a fatica), sembra rendersi conto che Ser Lock è un mentecatto: la polizia lo stima moltissimo e il suo stesso avversario Nefarius lo teme e sopravvaluta le sue capacità.

## Storia editoriale
Il personaggio è protagonista di una lunga serie di storie a fumetti pubblicate negli Stati Uniti d'America dal 1975 al 1990 che sono state pubblicate anche in Italia sul periodico Topolino.

## Nomi in altre nazioni
- Francia: Sir Lock
- Inghilterra: Sleuth
- Colombia: Chirlo Bobo
- Brasile: Sir Lock Holmes
- Germania: Sir Dionys
- Spagna: Ser Lock
- Paesi Bassi: Oliver Flops o Olivier Flops
- Norvegia: Hårlock